# Coppa Davis 2023 Zona Asia/Oceania Gruppo III
La Zona Asia/Oceania del Gruppo Mondiale III è il terzo livello della Coppa Davis 2023.

## Nazioni partecipanti
- Cambogia
- Iran
- Giordania
- Malaysia

- Comunità del Pacifico
- Arabia Saudita
- Sri Lanka
- Vietnam

## Risultati
Data: 26-29 luglio 2024
Luogo: Sri Lanka Tennis Association Courts, Colombo, Sri Lanka
Superficie: Terra rossa
Le nazioni sono divise in due gironi da quattro squadre:
- Le due vincitrici dei gironi vengono automaticamente promosse ai play-off del Gruppo Mondiale II 2024.
- Le due nazioni seconde classificate si sfideranno in un play-off per aggiudicarsi la promozione al Gruppo Mondiale II 2024.
- Le due squadre classificatesi al terzo posto sfideranno la quarta del girone opposto nei play-off per evitare la retrocessione alGruppo IV Zona Asia/Oceania 2024.

### Teste di serie
| Pot | Nazione               | Rank1 | tds |
| --- | --------------------- | ----- | --- |
| 1   | Comunità del Pacifico |       | 1   |
| 1   | Iran                  |       | 2   |
| 2   | Giordania             |       | 3   |
| 2   | Arabia Saudita        |       | 4   |
| 3   | Vietnam               |       | 5   |
| 3   | Malaysia              |       | 6   |
| 4   | Sri Lanka             |       | 7   |
| 4   | Cambogia              |       | 8   |

### Round Robin

#### Gruppo A
|   |                | IRN | VIE | SAU | SRI | RR V-P | Match V-P | Set V-P | Classifica |
| 2 | Iran           |     | 3–0 | 2–1 | 3–0 | 3–0    | 8–1       | 8–1     | 1          |
| 5 | Vietnam        | 0–3 |     | 2–1 | 2–1 | 2–1    | 4–5       | 4–1     | 2          |
| 4 | Arabia Saudita | 1–2 | 1–2 |     | 2–1 | 1–2    | 4–5       | 4–5     | 3          |
| 7 | Sri Lanka      | 0–3 | 1–2 | 1–2 |     | 0–3    | 2–7       | 2–7     | 4          |

#### Gruppo B
|   |                       | POC | JOR | MYS | CAM | RR V-P | Match V-P | Set V-P | Classifica |
| 1 | Comunità del Pacifico |     | 2–1 | 1–2 | 3–0 | 2–1    | 6–3       | 6–3     | 1          |
| 3 | Giordania             | 1–2 |     | 2–1 | 3–0 | 2–1    | 6–3       | 6–3     | 2          |
| 6 | Malaysia              | 2–1 | 1–2 |     | 3–0 | 2–1    | 6–3       | 6–3     | 3          |
| 8 | Cambogia              | 0–3 | 0–3 | 0–3 |     | 0–3    | 0–9       | 0–9     | 4          |

### Play-off
|                       | Squadra 1      | Punteggio | Squadra 2             |
| --------------------- | -------------- | --------- | --------------------- |
| Play-off              | Iran           | 2-0       | Comunità del Pacifico |
| Play-off promozione   | Vietnam        | 2-1       | Giordania             |
| Playoff retrocessione | Arabia Saudita | 3-0       | Cambogia              |
| Playoff retrocessione | Sri Lanka      | 1-2       | Malaysia              |

### Classifica finale
| Pos | Squadra               |
| --- | --------------------- |
| 1.  | Iran                  |
| 2.  | Comunità del Pacifico |
| 3.  | Vietnam               |
| 4.  | Giordania             |
| 5.  | Arabia Saudita        |
| 6.  | Malaysia              |
| 7.  | Cambogia              |
| 8.  | Sri Lanka             |

- Iran,  Comunità del Pacifico e  Vietnam qualificate per i play-off del Coppa Davis 2024 - Gruppo Mondiale II.
- Cambogia e  Sri Lanka sono retrocesse al Gruppo IV Zona Asia/Oceania.

## Round Robin

### Gruppo A

#### Vietnam vs. Iran
| Vietnam 0 | Sri Lanka Tennis Association Courts, Colombo, Sri Lanka 26 luglio 2023 Terra rossa | Sri Lanka Tennis Association Courts, Colombo, Sri Lanka 26 luglio 2023 Terra rossa | Iran 3 |     |     |  |
| \| \| \| \| 1 \| 2 \| 3 \| \| \| - \| \| ------------------------------------------------------------ \| --- \| --- \| --- \| \| \| 1 \| \| Nguyễn Văn Phương Hamidreza Nadaf \| 1 6 \| 4 6 \| \| \| \| 2 \| \| Vũ Hà Minh Đức Sina Moghimi \| 1 6 \| 1 6 \| \| \| \| 3 \| \| Nguyễn Đắc Tiến / Phạm Minh Tuấn Samyar Elyasi / Ali Yazdani \| 6 2 \| 5 7 \| 1 6 \| \| |                                                                                    |                                                                                    |        |     |     |  |
| |                                                                                    |                                                                                    | 1      | 2   | 3   |  |
| 1 | Vietnam (bandiera) · Iran (bandiera)                                               | Nguyễn Văn Phương Hamidreza Nadaf                                                  | 1 6    | 4 6 |     |  |
| 2 | Vietnam (bandiera) · Iran (bandiera)                                               | Vũ Hà Minh Đức Sina Moghimi                                                        | 1 6    | 1 6 |     |  |
| 3 | Vietnam (bandiera) · Iran (bandiera)                                               | Nguyễn Đắc Tiến / Phạm Minh Tuấn Samyar Elyasi / Ali Yazdani                       | 6 2    | 5 7 | 1 6 |  |

#### Arabia Saudita vs. Sri Lanka
| Arabia Saudita 2 | Sri Lanka Tennis Association Courts, Colombo, Sri Lanka 26 luglio 2023 Terra rossa | Sri Lanka Tennis Association Courts, Colombo, Sri Lanka 26 luglio 2023 Terra rossa | Sri Lanka 1 |     |     |  |
| \| \| \| \| 1 \| 2 \| 3 \| \| \| - \| \| ----------------------------------------------------------------------- \| --- \| --- \| --- \| \| \| 1 \| \| Saud Alhogbani Thehan Sanjaya Wijemanne \| 7 5 \| 6 0 \| \| \| \| 2 \| \| Ammar Alhaqbani Chathurya Nilaweera \| 6 3 \| 6 1 \| \| \| \| 3 \| \| Omar Ahmed / Abdullah Alfaraj Dhillon Herath / Thehan Sanjaya Wijemanne \| 3 6 \| 7 6 \| 2 6 \| \| |                                                                                    |                                                                                    |             |     |     |  |
| |                                                                                    |                                                                                    | 1           | 2   | 3   |  |
| 1 | Arabia Saudita (bandiera) · Sri Lanka (bandiera)                                   | Saud Alhogbani Thehan Sanjaya Wijemanne                                            | 7 5         | 6 0 |     |  |
| 2 | Arabia Saudita (bandiera) · Sri Lanka (bandiera)                                   | Ammar Alhaqbani Chathurya Nilaweera                                                | 6 3         | 6 1 |     |  |
| 3 | Arabia Saudita (bandiera) · Sri Lanka (bandiera)                                   | Omar Ahmed / Abdullah Alfaraj Dhillon Herath / Thehan Sanjaya Wijemanne            | 3 6         | 7 6 | 2 6 |  |

#### Vietnam vs. Sri Lanka
| Vietnam 2 | Sri Lanka Tennis Association Courts, Colombo, Sri Lanka 27 luglio 2023 Terra rossa | Sri Lanka Tennis Association Courts, Colombo, Sri Lanka 27 luglio 2023 Terra rossa | Sri Lanka 1 |      |     |  |
| \| \| \| \| 1 \| 2 \| 3 \| \| \| - \| \| -------------------------------------------------------------------------- \| --- \| ---- \| --- \| \| \| 1 \| \| Nguyễn Văn Phương Ashen Silva \| 7 5 \| 6 2 \| \| \| \| 2 \| \| Vũ Hà Minh Đức Chathurya Nilaweera \| 6 4 \| 7 5 \| \| \| \| 3 \| \| Nguyễn Đắc Tiến / Phạm Minh Tuấn Dhillon Herath / Thehan Sanjaya Wijemanne \| 6 3 \| 65 7 \| 4 6 \| \| |                                                                                    |                                                                                    |             |      |     |  |
| |                                                                                    |                                                                                    | 1           | 2    | 3   |  |
| 1 | Vietnam (bandiera) · Sri Lanka (bandiera)                                          | Nguyễn Văn Phương Ashen Silva                                                      | 7 5         | 6 2  |     |  |
| 2 | Vietnam (bandiera) · Sri Lanka (bandiera)                                          | Vũ Hà Minh Đức Chathurya Nilaweera                                                 | 6 4         | 7 5  |     |  |
| 3 | Vietnam (bandiera) · Sri Lanka (bandiera)                                          | Nguyễn Đắc Tiến / Phạm Minh Tuấn Dhillon Herath / Thehan Sanjaya Wijemanne         | 6 3         | 65 7 | 4 6 |  |

#### Arabia Saudita vs. Iran
| Arabia Saudita 1 | Sri Lanka Tennis Association Courts, Colombo, Sri Lanka 27 luglio 2023 Terra rossa | Sri Lanka Tennis Association Courts, Colombo, Sri Lanka 27 luglio 2023 Terra rossa | Iran 2 |     |     |  |
| \| \| \| \| 1 \| 2 \| 3 \| \| \| - \| \| ----------------------------------------------------------------- \| --- \| --- \| --- \| \| \| 1 \| \| Saud Alhogbani Hamidreza Nadaf \| 4 6 \| 6 1 \| 6 2 \| \| \| 2 \| \| Ammar Alhaqbani Sina Moghimi \| 2 6 \| 4 6 \| \| \| \| 3 \| \| Ammar Alhaqbani / Abdulmajeed Bukhari Samyar Elyasi / Ali Yazdani \| 3 6 \| 5 7 \| \| \| |                                                                                    |                                                                                    |        |     |     |  |
| |                                                                                    |                                                                                    | 1      | 2   | 3   |  |
| 1 | Arabia Saudita (bandiera) · Iran (bandiera)                                        | Saud Alhogbani Hamidreza Nadaf                                                     | 4 6    | 6 1 | 6 2 |  |
| 2 | Arabia Saudita (bandiera) · Iran (bandiera)                                        | Ammar Alhaqbani Sina Moghimi                                                       | 2 6    | 4 6 |     |  |
| 3 | Arabia Saudita (bandiera) · Iran (bandiera)                                        | Ammar Alhaqbani / Abdulmajeed Bukhari Samyar Elyasi / Ali Yazdani                  | 3 6    | 5 7 |     |  |

#### Vietnam vs. Arabia Saudita
| Vietnam 2 | Sri Lanka Tennis Association Courts, Colombo, Sri Lanka 28 luglio 2023 Terra rossa | Sri Lanka Tennis Association Courts, Colombo, Sri Lanka 28 luglio 2023 Terra rossa | Arabia Saudita 1 |     |   |  |
| \| \| \| \| 1 \| 2 \| 3 \| \| \| - \| \| ------------------------------------------------------------------- \| --- \| --- \| - \| \| \| 1 \| \| Nguyễn Văn Phương Abdulmajeed Bukhari \| 6 2 \| 6 3 \| \| \| \| 2 \| \| Vũ Hà Minh Đức Saud Alhogbani \| 4 6 \| 2 6 \| \| \| \| 3 \| \| Nguyễn Văn Phương / Phạm Minh Tuấn Ammar Alhaqbani / Saud Alhogbani \| 6 4 \| 6 0 \| \| \| |                                                                                    |                                                                                    |                  |     |   |  |
| |                                                                                    |                                                                                    | 1                | 2   | 3 |  |
| 1 | Vietnam (bandiera) · Arabia Saudita (bandiera)                                     | Nguyễn Văn Phương Abdulmajeed Bukhari                                              | 6 2              | 6 3 |   |  |
| 2 | Vietnam (bandiera) · Arabia Saudita (bandiera)                                     | Vũ Hà Minh Đức Saud Alhogbani                                                      | 4 6              | 2 6 |   |  |
| 3 | Vietnam (bandiera) · Arabia Saudita (bandiera)                                     | Nguyễn Văn Phương / Phạm Minh Tuấn Ammar Alhaqbani / Saud Alhogbani                | 6 4              | 6 0 |   |  |

#### Iran vs. Sri Lanka
| Iran 3 | Sri Lanka Tennis Association Courts, Colombo, Sri Lanka 28 luglio 2023 Terra rossa | Sri Lanka Tennis Association Courts, Colombo, Sri Lanka 28 luglio 2023 Terra rossa | Sri Lanka 0 |      |   |  |
| \| \| \| \| 1 \| 2 \| 3 \| \| \| - \| \| --------------------------------------------------------------------------- \| --- \| ---- \| - \| \| \| 1 \| \| Ali Yazdani Apna Perera \| 6 0 \| 6 4 \| \| \| \| 2 \| \| Sina Moghimi Ashen Silva \| 6 0 \| 6 3 \| \| \| \| 3 \| \| Amir Hossein Badi / Samyar Elyasi Dhillon Herath / Thehan Sanjaya Wijemanne \| 6 4 \| 7 64 \| \| \| |                                                                                    |                                                                                    |             |      |   |  |
| |                                                                                    |                                                                                    | 1           | 2    | 3 |  |
| 1 | Iran (bandiera) · Sri Lanka (bandiera)                                             | Ali Yazdani Apna Perera                                                            | 6 0         | 6 4  |   |  |
| 2 | Iran (bandiera) · Sri Lanka (bandiera)                                             | Sina Moghimi Ashen Silva                                                           | 6 0         | 6 3  |   |  |
| 3 | Iran (bandiera) · Sri Lanka (bandiera)                                             | Amir Hossein Badi / Samyar Elyasi Dhillon Herath / Thehan Sanjaya Wijemanne        | 6 4         | 7 64 |   |  |

### Gruppo B

#### Comunità del Pacifico vs. Malaysia
| Comunità del Pacifico 1 | Sri Lanka Tennis Association Courts, Colombo, Sri Lanka 26 luglio 2023 Terra rossa | Sri Lanka Tennis Association Courts, Colombo, Sri Lanka 26 luglio 2023 Terra rossa | Malaysia 2 |     |      |  |
| \| \| \| \| 1 \| 2 \| 3 \| \| \| - \| \| ------------------------------------------------------------------------------ \| ---- \| --- \| ---- \| \| \| 1 \| \| Clément Mainguy Naufal Siddiq Kamaruzzaman \| 64 7 \| 6 4 \| 4 6 \| \| \| 2 \| \| Colin Sinclair Mitsuki Wei Kang Leong \| 6 2 \| 2 6 \| 65 7 \| \| \| 3 \| \| Matavao Fanguna / Colin Sinclair Christian Didier Chin / Darrshan Suresh Kumar \| 6 4 \| 6 1 \| \| \| |                                                                                    |                                                                                    |            |     |      |  |
| |                                                                                    |                                                                                    | 1          | 2   | 3    |  |
| 1 | Comunità del Pacifico (bandiera) · Malaysia (bandiera)                             | Clément Mainguy Naufal Siddiq Kamaruzzaman                                         | 64 7       | 6 4 | 4 6  |  |
| 2 | Comunità del Pacifico (bandiera) · Malaysia (bandiera)                             | Colin Sinclair Mitsuki Wei Kang Leong                                              | 6 2        | 2 6 | 65 7 |  |
| 3 | Comunità del Pacifico (bandiera) · Malaysia (bandiera)                             | Matavao Fanguna / Colin Sinclair Christian Didier Chin / Darrshan Suresh Kumar     | 6 4        | 6 1 |      |  |

#### Giordania vs. Cambogia
| Giordania 3 | Sri Lanka Tennis Association Courts, Colombo, Sri Lanka 26 luglio 2023 Terra rossa | Sri Lanka Tennis Association Courts, Colombo, Sri Lanka 26 luglio 2023 Terra rossa | Cambogia 0 |     |     |  |
| \| \| \| \| 1 \| 2 \| 3 \| \| \| - \| \| ------------------------------------------------------------- \| ---- \| --- \| --- \| \| \| 1 \| \| Mohammad Alkotop Timothy Tep \| 6 0 \| 6 4 \| \| \| \| 2 \| \| Karam Hatamleh Sarinreach Leng \| 7 68 \| 6 3 \| \| \| \| 3 \| \| Mohammad Alkotop / Karam Hatamleh Samneang Long / Timothy Tep \| 3 6 \| 6 1 \| 6 2 \| \| |                                                                                    |                                                                                    |            |     |     |  |
| |                                                                                    |                                                                                    | 1          | 2   | 3   |  |
| 1 | Giordania (bandiera) · Cambogia (bandiera)                                         | Mohammad Alkotop Timothy Tep                                                       | 6 0        | 6 4 |     |  |
| 2 | Giordania (bandiera) · Cambogia (bandiera)                                         | Karam Hatamleh Sarinreach Leng                                                     | 7 68       | 6 3 |     |  |
| 3 | Giordania (bandiera) · Cambogia (bandiera)                                         | Mohammad Alkotop / Karam Hatamleh Samneang Long / Timothy Tep                      | 3 6        | 6 1 | 6 2 |  |

#### Comunità del Pacifico vs. Cambogia
| Comunità del Pacifico 3 | Sri Lanka Tennis Association Courts, Colombo, Sri Lanka 27 luglio 2023 Terra rossa | Sri Lanka Tennis Association Courts, Colombo, Sri Lanka 27 luglio 2023 Terra rossa | Cambogia 0 |     |   |  |
| \| \| \| \| 1 \| 2 \| 3 \| \| \| - \| \| --------------------------------------------------------------- \| --- \| --- \| - \| \| \| 1 \| \| Gillian Osmont Khleang Ponlok \| 6 0 \| 6 2 \| \| \| \| 2 \| \| Colin Sinclair Sarinreach Leng \| 7 5 \| 6 2 \| \| \| \| 3 \| \| Matavao Fanguna / Colin Sinclair Khleang Ponlok / Samneang Long \| 6 3 \| 6 2 \| \| \| |                                                                                    |                                                                                    |            |     |   |  |
| |                                                                                    |                                                                                    | 1          | 2   | 3 |  |
| 1 | Comunità del Pacifico (bandiera) · Cambogia (bandiera)                             | Gillian Osmont Khleang Ponlok                                                      | 6 0        | 6 2 |   |  |
| 2 | Comunità del Pacifico (bandiera) · Cambogia (bandiera)                             | Colin Sinclair Sarinreach Leng                                                     | 7 5        | 6 2 |   |  |
| 3 | Comunità del Pacifico (bandiera) · Cambogia (bandiera)                             | Matavao Fanguna / Colin Sinclair Khleang Ponlok / Samneang Long                    | 6 3        | 6 2 |   |  |

#### Giordania vs. Malaysia
| Giordania 2 | Sri Lanka Tennis Association Courts, Colombo, Sri Lanka 27 luglio 2023 Terra rossa | Sri Lanka Tennis Association Courts, Colombo, Sri Lanka 27 luglio 2023 Terra rossa    | Malaysia 1 |     |     |  |
| \| \| \| \| 1 \| 2 \| 3 \| \| \| - \| \| ------------------------------------------------------------------------------------- \| --- \| --- \| --- \| \| \| 1 \| \| Mohammad Alkotop Christian Didier Chin \| 6 4 \| 6 2 \| \| \| \| 2 \| \| Karam Hatamleh Mitsuki Wei Kang Leong \| 1 6 \| 4 6 \| \| \| \| 3 \| \| Mohammad Alkotop / Karam Hatamleh Naufal Siddiq Kamaruzzaman / Mitsuki Wei Kang Leong \| 1 6 \| 6 3 \| 6 1 \| \| |                                                                                    |                                                                                       |            |     |     |  |
| |                                                                                    |                                                                                       | 1          | 2   | 3   |  |
| 1 | Giordania (bandiera) · Malaysia (bandiera)                                         | Mohammad Alkotop Christian Didier Chin                                                | 6 4        | 6 2 |     |  |
| 2 | Giordania (bandiera) · Malaysia (bandiera)                                         | Karam Hatamleh Mitsuki Wei Kang Leong                                                 | 1 6        | 4 6 |     |  |
| 3 | Giordania (bandiera) · Malaysia (bandiera)                                         | Mohammad Alkotop / Karam Hatamleh Naufal Siddiq Kamaruzzaman / Mitsuki Wei Kang Leong | 1 6        | 6 3 | 6 1 |  |

#### Comunità del Pacifico vs. Giordania
| Comunità del Pacifico 2 | Sri Lanka Tennis Association Courts, Colombo, Sri Lanka 28 luglio 2023 Terra rossa | Sri Lanka Tennis Association Courts, Colombo, Sri Lanka 28 luglio 2023 Terra rossa | Giordania 1 |      |     |  |
| \| \| \| \| 1 \| 2 \| 3 \| \| \| - \| \| ------------------------------------------------------------------ \| ---- \| ---- \| --- \| \| \| 1 \| \| Clément Mainguy Mohammad Alkotop \| 63 7 \| 4 6 \| \| \| \| 2 \| \| Colin Sinclair Zaid Shelbaya \| 6 1 \| 6 0 \| \| \| \| 3 \| \| Matavao Fanguna / Colin Sinclair Mohammad Alkotop / Karam Hatamleh \| 6 2 \| 65 7 \| 6 3 \| \| |                                                                                    |                                                                                    |             |      |     |  |
| |                                                                                    |                                                                                    | 1           | 2    | 3   |  |
| 1 | Comunità del Pacifico (bandiera) · Giordania (bandiera)                            | Clément Mainguy Mohammad Alkotop                                                   | 63 7        | 4 6  |     |  |
| 2 | Comunità del Pacifico (bandiera) · Giordania (bandiera)                            | Colin Sinclair Zaid Shelbaya                                                       | 6 1         | 6 0  |     |  |
| 3 | Comunità del Pacifico (bandiera) · Giordania (bandiera)                            | Matavao Fanguna / Colin Sinclair Mohammad Alkotop / Karam Hatamleh                 | 6 2         | 65 7 | 6 3 |  |

#### Malaysia vs. Cambogia
| Malaysia 3 | Sri Lanka Tennis Association Courts, Colombo, Sri Lanka 28 luglio 2023 Terra rossa | Sri Lanka Tennis Association Courts, Colombo, Sri Lanka 28 luglio 2023 Terra rossa | Cambogia 0 |     |   |  |
| \| \| \| \| 1 \| 2 \| 3 \| \| \| - \| \| --------------------------------------------------------------------------------- \| --- \| --- \| - \| \| \| 1 \| \| Naufal Siddiq Kamaruzzaman Khleang Ponlok \| 6 1 \| 6 1 \| \| \| \| 2 \| \| Mitsuki Wei Kang Leong Timothy Tep \| 6 3 \| 6 1 \| \| \| \| 3 \| \| Naufal Siddiq Kamaruzzaman / Mitsuki Wei Kang Leong Sarinreach Leng / Timothy Tep \| 6 3 \| 6 3 \| \| \| |                                                                                    |                                                                                    |            |     |   |  |
| |                                                                                    |                                                                                    | 1          | 2   | 3 |  |
| 1 | Malaysia (bandiera) · Cambogia (bandiera)                                          | Naufal Siddiq Kamaruzzaman Khleang Ponlok                                          | 6 1        | 6 1 |   |  |
| 2 | Malaysia (bandiera) · Cambogia (bandiera)                                          | Mitsuki Wei Kang Leong Timothy Tep                                                 | 6 3        | 6 1 |   |  |
| 3 | Malaysia (bandiera) · Cambogia (bandiera)                                          | Naufal Siddiq Kamaruzzaman / Mitsuki Wei Kang Leong Sarinreach Leng / Timothy Tep  | 6 3        | 6 3 |   |  |

## Play-off

### Play-off

#### Iran vs. Comunità del Pacifico
| Iran 2 | Sri Lanka Tennis Association Courts, Colombo, Sri Lanka 29 luglio 2023 Terra rossa | Sri Lanka Tennis Association Courts, Colombo, Sri Lanka 29 luglio 2023 Terra rossa | Comunità del Pacifico 0 |     |   |             |
| \| \| \| \| 1 \| 2 \| 3 \| \| \| - \| \| ------------------------------------------------------------ \| --- \| --- \| - \| ----------- \| \| 1 \| \| Hamidreza Nadaf Gillian Osmont \| 6 2 \| 6 2 \| \| \| \| 2 \| \| Sina Moghimi Clément Mainguy \| 6 2 \| 6 4 \| \| \| \| 3 \| \| Samyar Elyasi / Ali Yazdani Matavao Fanguna / Colin Sinclair \| \| \| \| non giocato \| |                                                                                    |                                                                                    |                         |     |   |             |
| |                                                                                    |                                                                                    | 1                       | 2   | 3 |             |
| 1 | Iran (bandiera) · Comunità del Pacifico (bandiera)                                 | Hamidreza Nadaf Gillian Osmont                                                     | 6 2                     | 6 2 |   |             |
| 2 | Iran (bandiera) · Comunità del Pacifico (bandiera)                                 | Sina Moghimi Clément Mainguy                                                       | 6 2                     | 6 4 |   |             |
| 3 | Iran (bandiera) · Comunità del Pacifico (bandiera)                                 | Samyar Elyasi / Ali Yazdani Matavao Fanguna / Colin Sinclair                       |                         |     |   | non giocato |

### Play-off promozione

#### Vietnam vs. Giordania
| Vietnam 2 | Sri Lanka Tennis Association Courts, Colombo, Sri Lanka 29 luglio 2023 Terra rossa | Sri Lanka Tennis Association Courts, Colombo, Sri Lanka 29 luglio 2023 Terra rossa | Giordania 1 |     |   |  |
| \| \| \| \| 1 \| 2 \| 3 \| \| \| - \| \| -------------------------------------------------------------------- \| --- \| --- \| - \| \| \| 1 \| \| Nguyễn Văn Phương Mohammad Alkotop \| 1 6 \| 2 6 \| \| \| \| 2 \| \| Vũ Hà Minh Đức Karam Hatamleh \| 6 3 \| 6 1 \| \| \| \| 3 \| \| Nguyễn Văn Phương / Phạm Minh Tuấn Mohammad Alkotop / Karam Hatamleh \| 6 2 \| 6 1 \| \| \| |                                                                                    |                                                                                    |             |     |   |  |
| |                                                                                    |                                                                                    | 1           | 2   | 3 |  |
| 1 | Vietnam (bandiera) · Giordania (bandiera)                                          | Nguyễn Văn Phương Mohammad Alkotop                                                 | 1 6         | 2 6 |   |  |
| 2 | Vietnam (bandiera) · Giordania (bandiera)                                          | Vũ Hà Minh Đức Karam Hatamleh                                                      | 6 3         | 6 1 |   |  |
| 3 | Vietnam (bandiera) · Giordania (bandiera)                                          | Nguyễn Văn Phương / Phạm Minh Tuấn Mohammad Alkotop / Karam Hatamleh               | 6 2         | 6 1 |   |  |

### Play-off retrocessione

#### Arabia Saudita vs. Cambogia
| Arabia Saudita 3 | Sri Lanka Tennis Association Courts, Colombo, Sri Lanka 29 luglio 2023 Terra rossa | Sri Lanka Tennis Association Courts, Colombo, Sri Lanka 29 luglio 2023 Terra rossa | Cambogia 0 |     |   |  |
| \| \| \| \| 1 \| 2 \| 3 \| \| \| - \| \| ---------------------------------------------------------------- \| --- \| --- \| - \| \| \| 1 \| \| Saud Alhogbani Sarinreach Leng \| 6 2 \| 6 3 \| \| \| \| 2 \| \| Ammar Alhaqbani Samneang Long \| 6 0 \| 6 0 \| \| \| \| 3 \| \| Abdullah Alfaraj / Ammar Alhaqbani Sarinreach Leng / Timothy Tep \| 6 0 \| 6 1 \| \| \| |                                                                                    |                                                                                    |            |     |   |  |
| |                                                                                    |                                                                                    | 1          | 2   | 3 |  |
| 1 | Arabia Saudita (bandiera) · Cambogia (bandiera)                                    | Saud Alhogbani Sarinreach Leng                                                     | 6 2        | 6 3 |   |  |
| 2 | Arabia Saudita (bandiera) · Cambogia (bandiera)                                    | Ammar Alhaqbani Samneang Long                                                      | 6 0        | 6 0 |   |  |
| 3 | Arabia Saudita (bandiera) · Cambogia (bandiera)                                    | Abdullah Alfaraj / Ammar Alhaqbani Sarinreach Leng / Timothy Tep                   | 6 0        | 6 1 |   |  |

#### Sri Lanka vs. Malaysia
| Sri Lanka 1 | Sri Lanka Tennis Association Courts, Colombo, Sri Lanka 29 luglio 2023 Terra rossa | Sri Lanka Tennis Association Courts, Colombo, Sri Lanka 29 luglio 2023 Terra rossa       | Malaysia 2 |     |   |  |
| \| \| \| \| 1 \| 2 \| 3 \| \| \| - \| \| ---------------------------------------------------------------------------------------- \| ---- \| --- \| - \| \| \| 1 \| \| Thehan Sanjaya Wijemanne Naufal Siddiq Kamaruzzaman \| 6 3 \| 6 3 \| \| \| \| 2 \| \| Chathurya Nilaweera Mitsuki Wei Kang Leong \| 65 7 \| 0 6 \| \| \| \| 3 \| \| Dhillon Herath / Thehan Sanjaya Wijemanne Christian Didier Chin / Mitsuki Wei Kang Leong \| 65 7 \| 6 7 \| \| \| |                                                                                    |                                                                                          |            |     |   |  |
| |                                                                                    |                                                                                          | 1          | 2   | 3 |  |
| 1 | Sri Lanka (bandiera) · Malaysia (bandiera)                                         | Thehan Sanjaya Wijemanne Naufal Siddiq Kamaruzzaman                                      | 6 3        | 6 3 |   |  |
| 2 | Sri Lanka (bandiera) · Malaysia (bandiera)                                         | Chathurya Nilaweera Mitsuki Wei Kang Leong                                               | 65 7       | 0 6 |   |  |
| 3 | Sri Lanka (bandiera) · Malaysia (bandiera)                                         | Dhillon Herath / Thehan Sanjaya Wijemanne Christian Didier Chin / Mitsuki Wei Kang Leong | 65 7       | 6 7 |   |  |